# نخستین لشکرکشی مونجامیونگ به شیلا
نخستین لشکرکشی مونجامیونگ به شیلا،اولین سری از اقدامات نظامی امپراتور مونجامیونگ بود که در آن نیروهای امپراتوری گوگوریو با پادشاهی شیلا در ژوئیه ۴۹۴ میلادی درگیر شدند.

## پیش زمینه
در سال ۴۹۴ میلادی، آخرین بقایای پادشاهی بویو، پس از شکست از قبایل موهه، تسلیم گوگوریو شدند.جذب بویو در سال ۴۹۴ نشان‌دهنده یک پیروزی استراتژیک بزرگ برای گوگوریو در شمال بود. این امر به مونجامیونگ اجازه داد تا توجه و منابع نظامی خود را بیشتر به سمت جنوب، یعنی مرزهای متخاصم با بکجه و شیلا، معطوف کند. این همزمانی جذب بویو و درگیری با شیلا در همان سال، نشان می‌دهد که گوگوریو در حال تثبیت هژمونی خود در تمام جهات بود، اما با چالش‌های متفاوتی در شمال و جنوب روبرو بود. این می‌تواند به عنوان یک عامل انگیزشی برای گوگوریو در تشدید حملات به جنوب پس از تثبیت شمال تلقی شود، زیرا مرز شمالی دیگر نیازی به تمرکز نظامی گسترده نداشت.

## مکان نبرد
این نبرد در دشت سالسو آغاز شد. مهم است که این مکان با رودخانه سالسو که محل نبرد معروف سال ۶۱۲ میلادی بین گوگوریو و سلسله سوئی بود، متفاوت است. چندین منبع  به رودخانه چئونگچئون به عنوان مکان سالسو اشاره می‌کنند، اما یک منبع دیگر  به طور صریح بیان می‌کند که سالسوون در سال ۴۹۴ میلادی رودخانه چئونگچئون در کره شمالی نیست، بلکه چئونگچئون در شهرستان گوسان، استان چونگ‌چئونگ شمالی است. این تمایز حیاتی است زیرا از سردرگمی با نبرد بسیار معروف‌تر سالسو در قرن هفتم جلوگیری می‌کند. این مکان در مرکز شبه‌جزیره و در منطقه مرزی بین سه پادشاهی قرار داشت، که نشان‌دهنده تلاش گوگوریو برای نفوذ به مناطق مرکزی و شکستن اتحاد جنوب بود. یک منبع دیگر  مکان سالسو شیلا را رودخانه جئونتان در شهرستان یونگ‌هئونگ و گئونیاسئونگ را جین‌سول‌سئونگ در یونگ‌هئونگ‌گانگ استان گانگوون می‌داند. با این حال، با توجه به سازگاری بیشتر منابع دیگر  که به استان چونگ‌چئونگ شمالی یعنی گوسان اشاره می‌کنند، این مکان به عنوان محتمل‌تر در نظر گرفته می‌شود. پس از درگیری اولیه در دشت سالسو، نیروهای شیلا به قلعه گئونیا عقب‌نشینی کردند. این قلعه نیز در شهرستان گوسان، استان چونگ‌چئونگ شمالی قرار دارد.

## جزئیات نبرد
در ژوئیه ۴۹۴ میلادی، نیروهای گوگوریو به شیلا در دشت سالسو حمله کردند. نیروهای شیلا در این نبرد اولیه نتوانستند مقاومت کنند و به قلعه گئونیا عقب‌نشینی کردند. ارتش گوگوریو به دنبال نیروهای شیلا، قلعه گئونیا را محاصره و مورد حمله قرار داد. در این نقطه، پادشاه دونگ‌سئونگ از بکجه، ۳۰۰۰ نیروی کمکی را برای کمک به شیلا به قلعه گئونیا فرستاد. با رسیدن نیروهای کمکی بکجه، ارتش گوگوریو با دیدن این تقویت، مجبور به عقب‌نشینی شد و محاصره قلعه گئونیا را شکست. بکجه به سرعت به درخواست کمک شیلا پاسخ داد و ۳۰۰۰ نیرو اعزام کرد.این رویداد احتمالاً اتحاد بین بکجه و شیلا را تقویت کرد و گوگوریو را وادار به بازنگری استراتژی‌های خود در حملات بعدی به جنوب کرد، زیرا مشخص شد که حملات مستقیم به یک پادشاهی تنها، بدون در نظر گرفتن متحدش، دشوار خواهد بود.

### نتیجه نبرد
نتیجه نبرد سال ۴۹۴ میلادی، عقب‌نشینی تاکتیکی ارتش گوگوریو پس از مواجهه با نیروهای متحد شیلا و باکجه بود. شیلا موفق شد قلعه گئونیا را حفظ کند و از سقوط آن جلوگیری کند. این نبرد، به جای تضعیف، به تقویت پیوندهای اتحاد بین باکجه و شیلا کمک کرد.